# Newcastle Falcons
Newcastle Red Bulls, anteriormente conocido como Newcastle Falcons, es un equipo profesional inglés de rugby, con sede en la ciudad de Newcastle upon Tyne, y que compite anualmente en la máxima competición nacional de liga, la Premiership Rugby, y de copa, la Premiership Rugby Cup.
El club se fundó en 1877 con el nombre de Gosforth Football Club, y en la temporada 1996/97 fue cuando se adoptó el nombre de  Newcastle Falcons.
Con el nacimiento de las primeras competiciones oficiales de rugby en Inglaterra durante los años 1970, llegaron los primeros títulos del club. En 1976 y 1977 se proclamó campeón de la competición de copa, la hoy conocida como Anglo-Welsh Cup. En la temporada 1997/98 llegó el mayor triunfo del club en su historia, al hacerse con el título de liga por primera y única vez. Aquella temporada militaban en el equipo grandes jugadores ya veteranos como Rob Andrew, Pat Lam, Alan Tait y Tony Underwood, y alguna futura estrella del rugby como Jonny Wilkinson.
El club no ha descendido nunca de categoría desde que se proclamó campeón de liga en 1998, pero tampoco ha vuelto a estar en las partes altas de la clasificación. En las temporadas 2000/01 y 2003/04 lograron, eso sí, volver a proclamarse campeones en la competición de copa. El título de liga de 1998 y los de copa de 1976, 1977, 2001 y 2004 hacen que Newcastle Falcons sea el club profesional de rugby más importante del norte de Inglaterra.
En sus 2 participaciones en Heineken Cup, los Newcastle Falcons no han pasado de los cuartos de final en la temporada 2004/05, mientras que en la European Challenge Cup han llegado 3 veces a semifinales sin éxito.
Aparte de los jugadores que hicieron campeón al equipo en 1998, otras figuras del club han sido Matt Burke, Owen Finegan, Jamie Noon, Matthew Tait, Carl Hayman, Colin Charvis o Jimmy Gopperth.  
En agosto de 2025, se anunció la adquisición del club por parte de Red Bull GmbH y su cambio de nombre a Newcastle Red Bulls. La adquisición se produjo después de que el anterior propietario, Semore Kurdi, accionista mayoritario desde 2011, pusiera el club a la venta a finales de 2024. Red Bull anunció que el club seguiría jugando en Kingston Park y que Steve Diamond permanecería como director deportivo. 

## Palmarés
- Premiership Rugby (1): 1997–98.

- RFU Championship (3): 1992-93, 2012-13, 2019-20.

- Anglo-Welsh Cup (4): 1975-76, 1976-77, 2000-01, 2003-04.

- Premiership Sevens (1): 2011.